# Miloš Ledinek
Miloš Ledinek, slovenski učitelj, politik, predsednik mariborskega mestnega ljudskega odbora in poslanec, * 27. september 1905, Sv. Primož na Pohorju, †27. julij 1964, Maribor.

## Življenjepis
Leta 1924 je maturiral na učiteljišču v Mariboru in poučeval na osnovnih šolah. Med prvimi se je vključil v Pedagoško centralo v Mariboru. Na strokovnem področju se je ukvarjal s socialnimi in sociološkimi vprašanji vzgoje in izobraževanja. Je avtor več člankov.
Sodeloval je v narodnoosvobodilnem boju.

## Družbeno delovanje
Po osvoboditvi se je Miloš Ledinek zaposlil na ministrstvu prosvete. Leta 1947 je postal ljudski poslanec. 
V prvi polovici leta 1952 je postal predsednik mestnega ljudskega odbora Maribor. Dolžnost je opravljal do leta 1963.
Leta 1953 je bil izvoljen za zveznega poslanca. 